# Martina Karoff
Martina Karoff (geboren 3. September 1956 in Rheinhausen) ist eine deutsche Juristin, Rechtsanwältin und Richterin. Seit 2007 gehört sie dem Niedersächsischen Staatsgerichtshof an.

## Ausbildung
Nach ihrem Abitur 1974 studierte Martina Karoff Rechtswissenschaften an der Universität Hamburg mit Auslandsaufenthalten an der London School of Economics (Englisches Recht und Europarecht). 1979 legte sie die Erste Juristische Staatsprüfung ab. Es folgte von 1980 bis 1982 ein Promotionsstipendium am Max-Planck-Institut für ausländisches und internationales Privatrecht in Hamburg. Mit dem Thema Umsetzung von EG-Richtlinien in nationales Recht am Beispiel der Freizügigkeit der Arbeitnehmer in Europa promovierte sie bei  Ernst-Joachim Mestmäcker. Nach dem anschließenden Rechtsreferendariat am Hanseatischen Oberlandesgericht legte sie 1984 die Zweite Juristische Staatsprüfung ab.

## Beruflicher Werdegang
Von 1984 bis 1988 war die Juristin als Justitiarin in einem mittelständischen Unternehmen tätig. Martina Karoff erhielt 1988 ihre Zulassung als Rechtsanwältin und qualifizierte sich 2000 zur Fachanwältin für Arbeitsrecht. Sie betreibt zusammen mit einer Kollegin und einem Kollegen eine Anwaltskanzlei in Hannover.
Am 30. Mai 2007 wurde Martina Karoff dem Landtag vom Wahlausschuss für eine Amtszeit vom 19. August 2007 bis zum 18. August 2014 als stellvertretendes Mitglied am Niedersächsischen Staatsgerichtshof vorgeschlagen. Sie wurde am 6. Juni 2007 vereidigt und trat die Nachfolge von Margarete Fabricius-Brand an. 2014 wurde sie wiedergewählt. Ihre zweite Amtszeit umfasst den Zeitraum 19. August 2014 bis 18. August 2021.
Martina Karoff war mehrere Jahre lang Lehrbeauftragte für die Bereiche Berufsrecht und Rechtsanwendung an der Fachhochschule Hildesheim für Sozialpädagogik.

## Ämter und Mitgliedschaften
- Mitglied im Arbeitsrechtsforum Hannover[1]

- Mitglied im DAV[1]

- Mitglied im Deutschen Arbeitsgerichtstag[1]

## Engagement
2020 unterzeichnete Martina Karoff einen offenen Brief an die Bundesregierung, in dem diese zu einer massiven Intervention gegenüber der türkischen Regierung und dem türkischen Staatspräsidenten Erdogan aufgefordert wurde. Die Unterzeichnenden verlangten die sofortige Freilassung der aus politischen Gründen Inhaftierten und die sofortige Aufhebung der Ausreisesperren für die deutschen Staatsbürger und forderten im Speziellen die sofortige Ausreise für Yüksel Weßling. Diese hatte 27 Jahre bis Ende 2019 bei der Landeshauptstadt Hannover gearbeitet und wurde bei einem Türkeiaufenthalt 2019 zunächst festgenommen, dann freigelassen, durfte aber das Land nicht mehr verlassen.

## Publikationen (Auswahl)
- Richtlinie und Umsetzungspraxis: Eine Bestandsaufnahme anhand der Freizügigkeitsrichtlinien. In: Rabels Zeitschrift für ausländisches und internationales Privatrecht / The Rabel Journal of Comparative and International Private Law. 48. Jahrgang, Heft 4, Mohr Siebeck GmbH & Co. KG, 1984, Seite 649–720